# Myonia continens
Myonia continens är en fjärilsart som beskrevs av Louis Beethoven Prout 1918. Myonia continens ingår i släktet Myonia och familjen tandspinnare. Inga underarter finns listade i Catalogue of Life.